# 大垣市青年の家
大垣市青年の家（おおがきしせいねんのいえ）とは、岐阜県大垣市にある大垣市の社会教育施設。

## 概要
- 青少年の心身の健全な育成、社会教育全般にわたる振興を目的とした施設である。青少年団体、社会教育団体などの日帰り研修、宿泊研修、会議、イベントなどに利用されている他、青少年のための講座の開催なども行う。
- 1964年（昭和39年）10月31日開所。建設の費用は小川宗一（太平洋工業創立者）・日出子夫妻の寄贈によるものである。これは小川宗一・日出子夫妻の子息の小川昭夫の生前の遺志によるものである。1998年（平成10年）に全面改修がされている[1]。
- 指定管理者制度を導入しており、NPO法人大垣市レクリエーション協会が管理運営する。

## 施設概要

### 本館
1階
- 講堂
- 工作室
- 料理教室
- 食堂
- 大浴場
- 小浴場
- 青年活動室1　※大垣ジュニアリーダーズクラブ部室
- 青年活動室2　※大垣市青年団体連絡協議会事務所
- 青年活動室3　※NPO法人大垣市レクリエーション協会事務所

2階
- 第1教室
- 第2教室
- 小会議室
- 礼法室　※宿泊室としても使用可能
- 第1宿泊室
- 第2宿泊室
- 講師宿泊室

### 研修棟
1階
- 研修室
- 和室

2階
- 青年活動室4　※公益社団法人大垣青年クラブ事務所
- 青年活動室5　※大垣市青年のつどい協議会事務所
- 青年活動室6　※大垣竹の子会事務所

## 利用案内
- 住所：岐阜県大垣市見取町1丁目13番地1
- 利用時間：8：30 - 22：00
- 休館日：火曜日(その日が祝日に当たる場合その翌日)、祝日の翌日(その日が日曜日又は火曜日に当たる場合その翌日。その日が月曜日又は土曜日に当たる場合その翌々日。）、年末年始（12月29日 - 1月3日）

## 交通アクセス
- JR東海道本線・樽見鉄道・養老鉄道「大垣駅」下車、徒歩約12分

## 周辺
- 大垣市立北中学校
- 大垣市立北小学校
- 大垣市立北幼保園
- 大垣市北地区センター
- 大垣市北公園
  - 大垣市北公園野球場
- 大垣日本大学高等学校
- アクアウォーク大垣
- 大垣徳洲会病院
- 三甲テキスタイル本社・大垣工場
- 大垣駅